# Natalija Pogrebnjak
Natalija Olegivna Pogrebnjak (ukrajinsko Наталія Олегівна Погребняк), ukrajinska atletinja, * 19. februar 1988, Kupjansk, Sovjetska zveza.
Nastopila je na poletnih olimpijskih igrah v letih 2008, 2012 in 2016, leta 2006 je osvojila šesto mesto v štafeti 4x100 m. Na svetovnih prvenstvih je v isti disciplini osvojila bronasto medaljo leta 2011, na evropskih prvenstvih pa naslov prvakinje leta 2010.